# ریمر (آلاباما)
ریمر (به انگلیسی: Ramer) یک منطقهٔ مسکونی در ایالات متحده آمریکا است که در آلاباما واقع شده‌است. ریمر ۱۴۲٫۹۵ متر بالاتر از سطح دریا واقع شده‌است.